# Mắm tôm

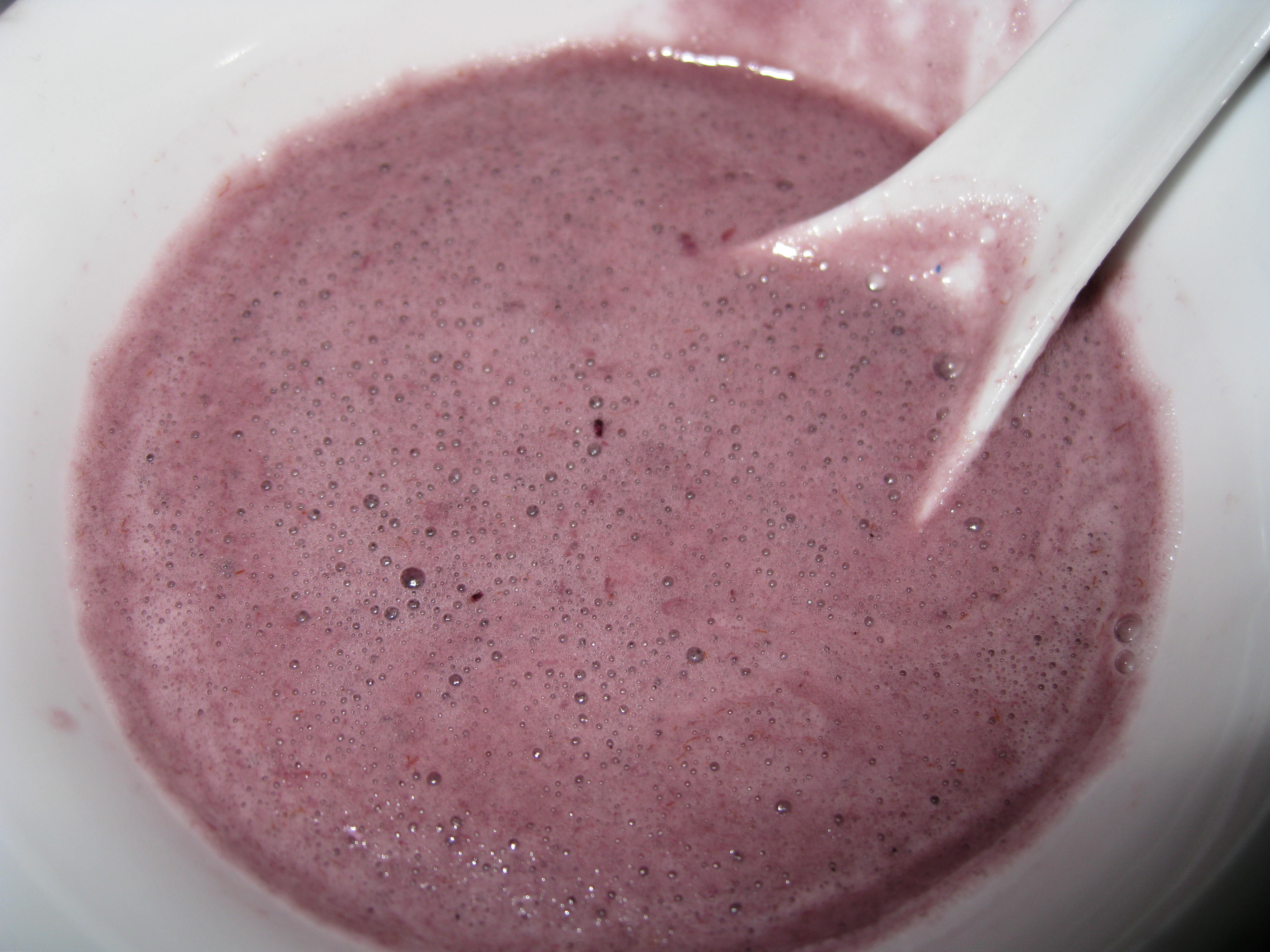
Một bát mắm tôm đã vắt chanh và đánh tơi.

Mắm tôm (tiếng Anh: shrimp paste) là loại mắm được làm chủ yếu từ tôm hoặc moi và muối ăn, qua quá trình lên men tạo mùi vị và màu sắc đặc trưng. Nó còn là một loại gia vị lên men thường được sử dụng trong các món ăn Đông Nam Á và Nam Trung Quốc.
Mắm tôm thường có 3 dạng: đặc, sệt và lỏng. Ba dạng này chỉ khác nhau ở tỉ lệ muối và quá trình phơi nắng.

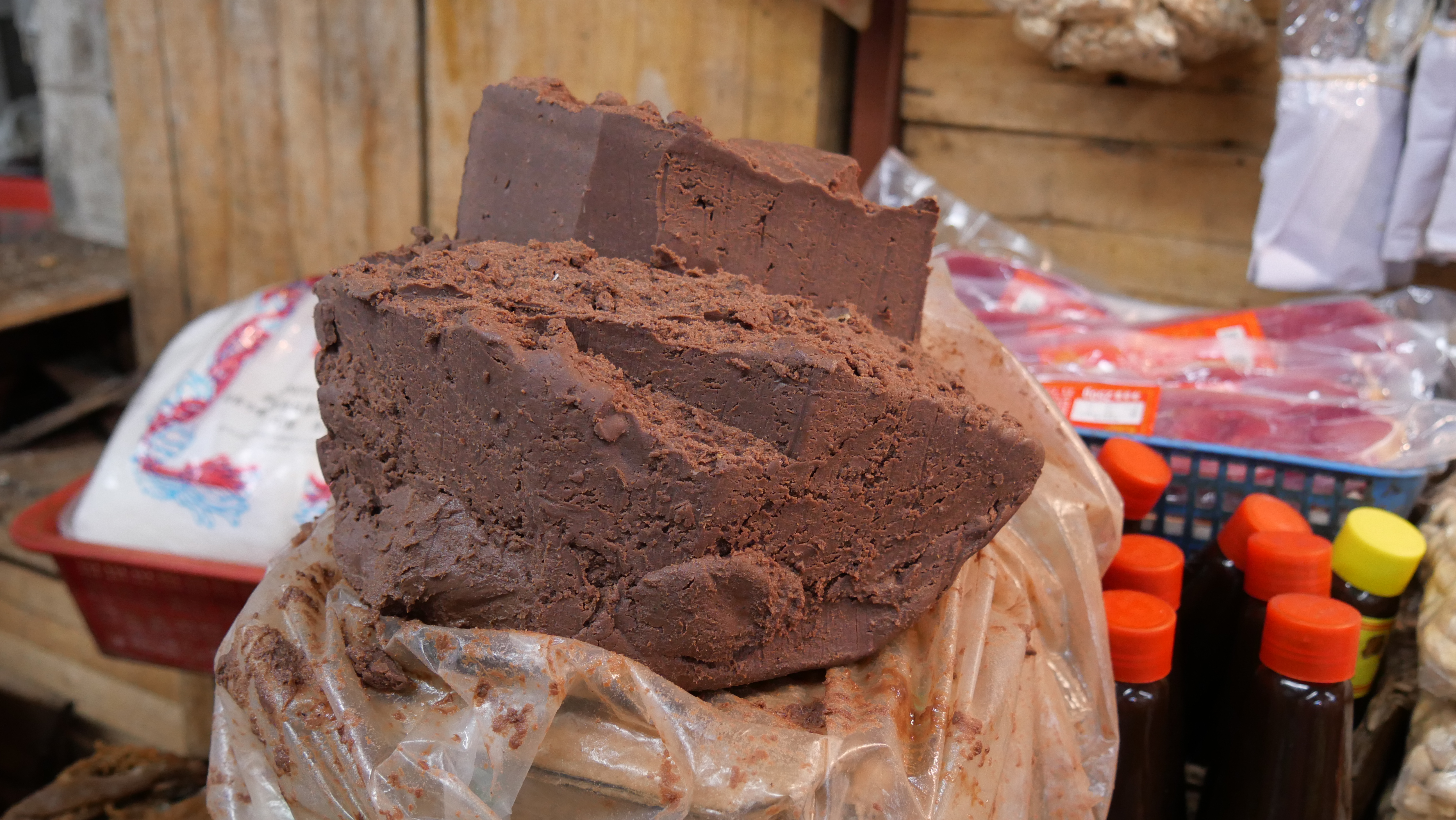
Mắm tôm bán tại chợ Hop Yick ở Hồng Kông

Người làm mắm còn có thể thái cây bọ mắm rồi trộn với tôm cùng muối để chống giòi bọ. Nó là một thành phần thiết yếu trong nhiều món cà ri, nước sốt và sốt ớt sambal. Mắm tôm có trong nhiều bữa ăn ở Campuchia, Indonesia, Lào, Malaysia, Myanmar, Philippines, Singapore, Thái Lan và Việt Nam.

## Nguồn gốc lịch sử

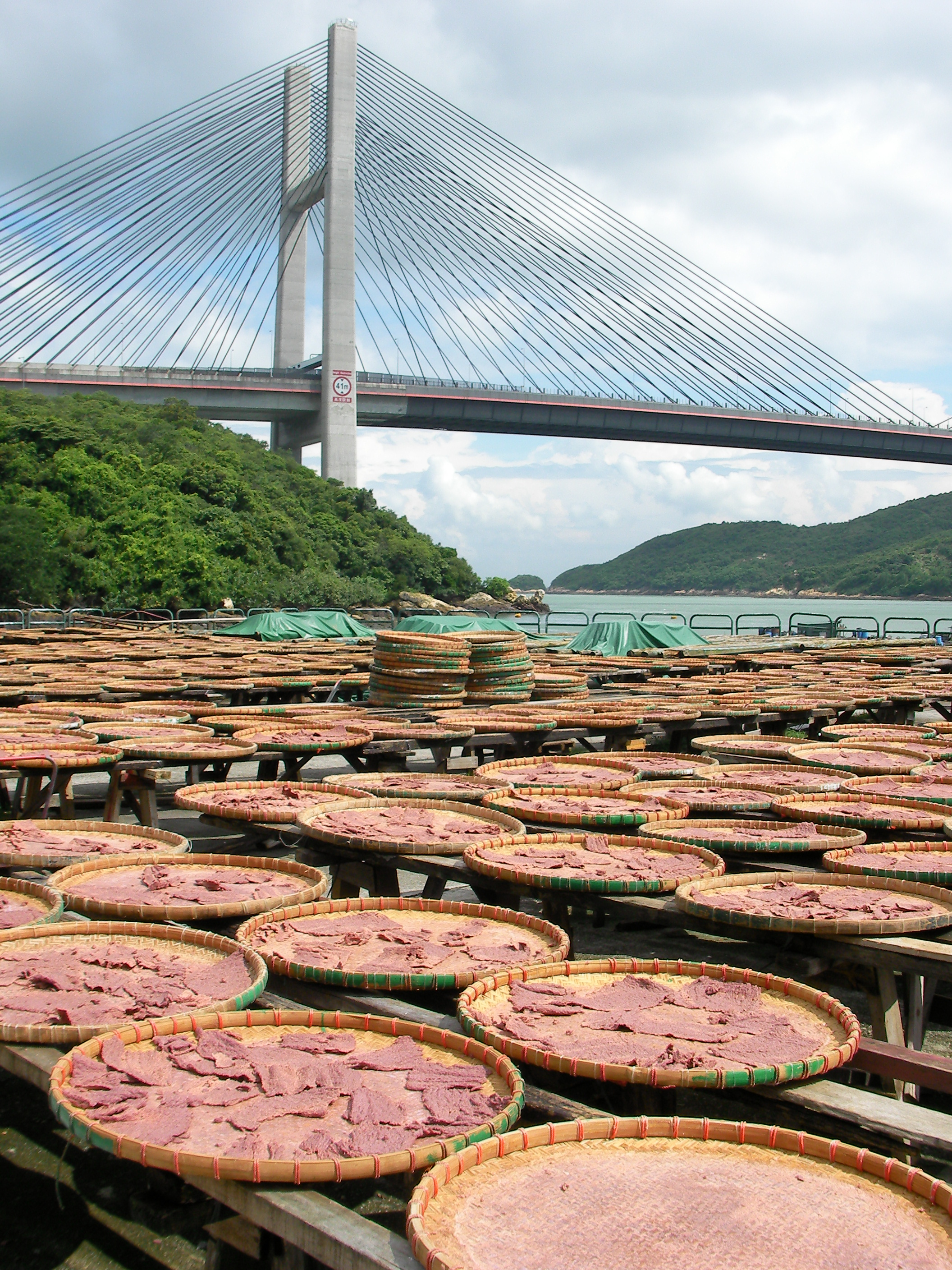
Mắm tôm dạng đặc (đóng thành bánh) được phơi dưới nắng ở đảo Mã Loan, Hồng Kông

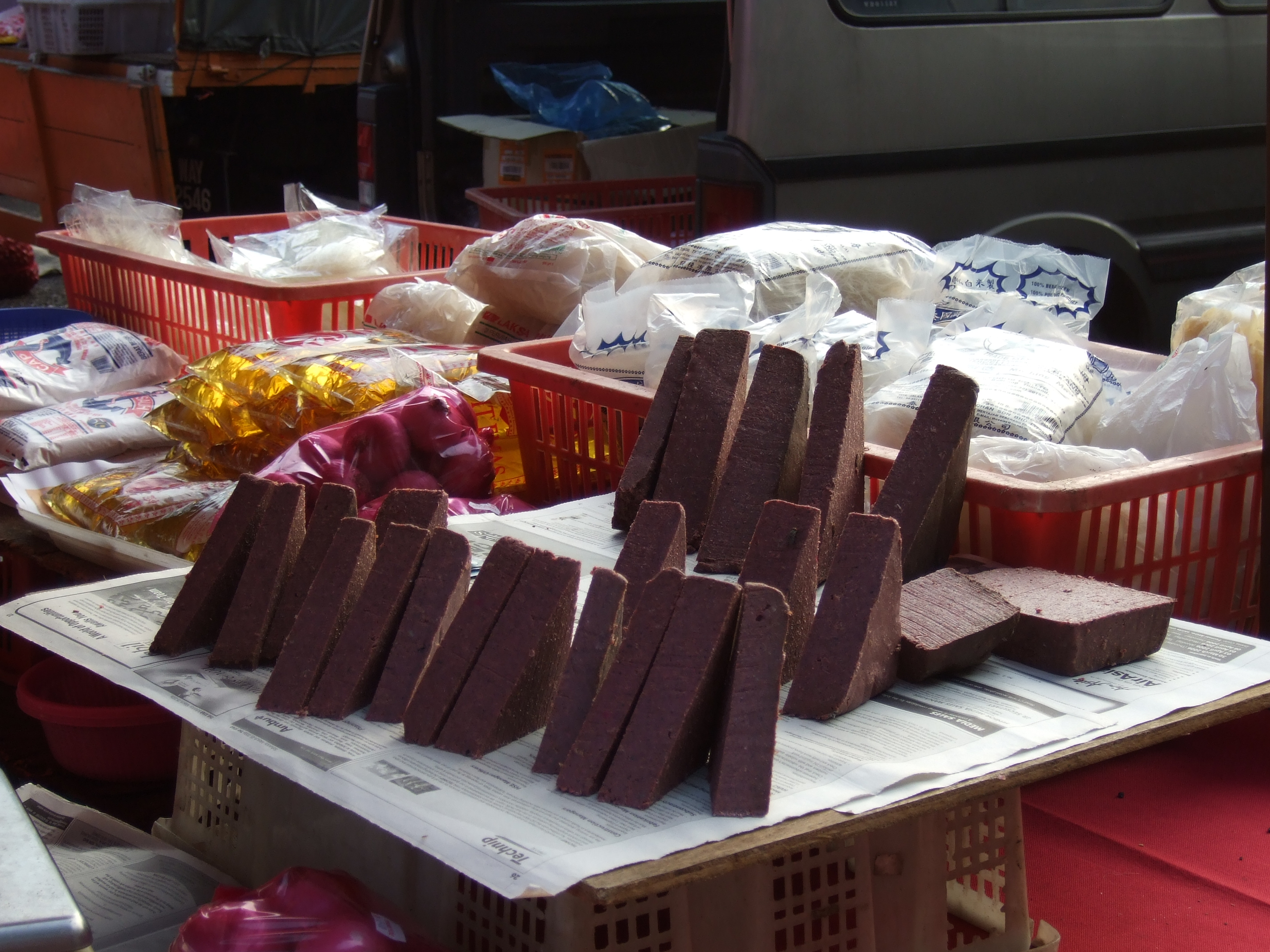
Belacan badn tại 1 quầy chợ Malaysia

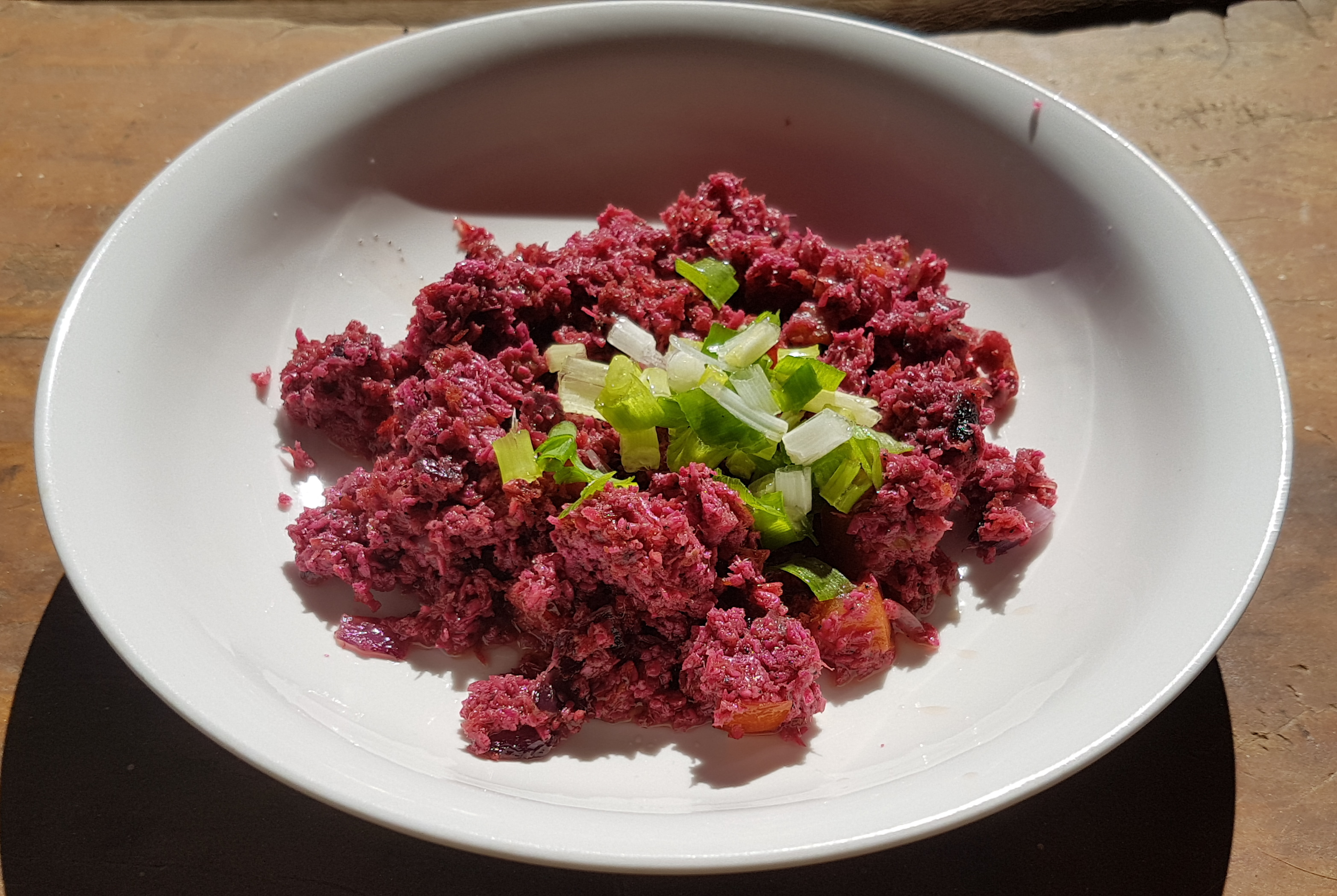
Ginisang alamang (mắm tôm xào) có nguồn gốc từ Philippines. Nó thường có màu đỏ tươi hoặc hồng do sử dụng angkak (men gạo đỏ) và tôm hoặc nhuyễn thể vẫn dễ nhận dạng. Nó được ăn với một lượng rất nhỏ thay vì cơm trắng

### Bagoong alamang

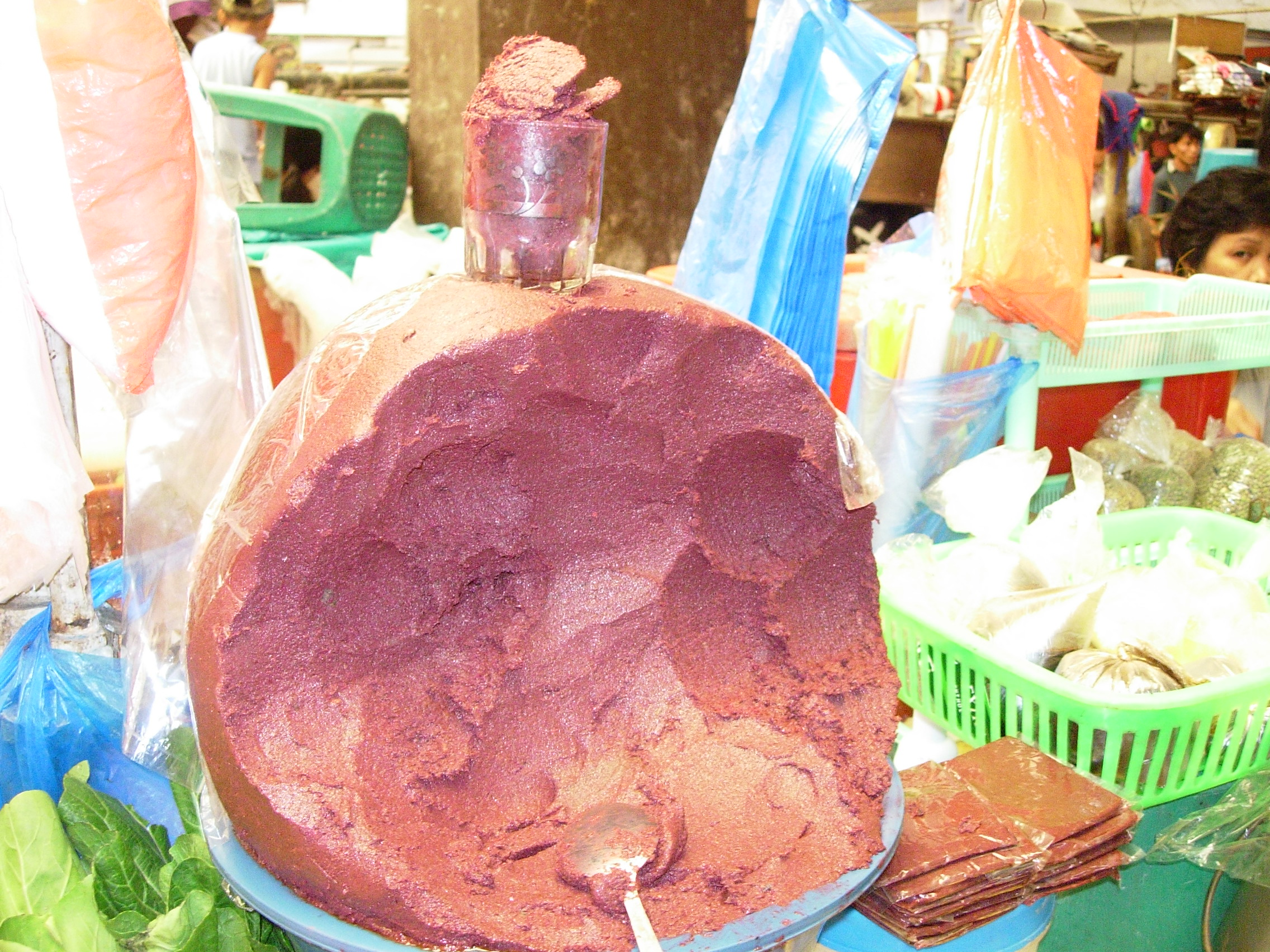
Mắm tôm bagoong alamang bán tại chợ ở thành phố Dumaguete, Philippines

### Belacan

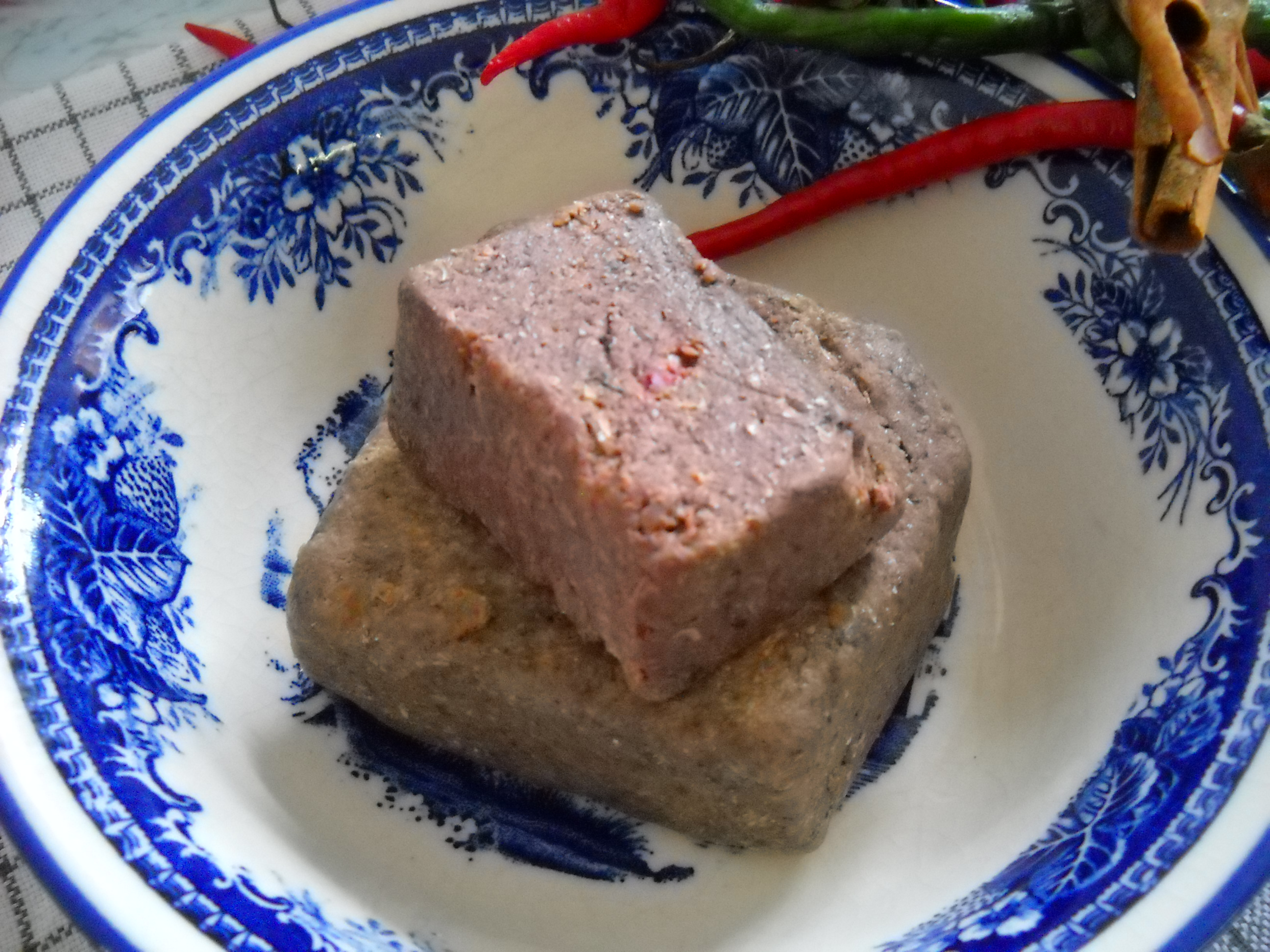
Mắm tôm belacan sản xuất tại Bangka, Indonesia

### Petis udang

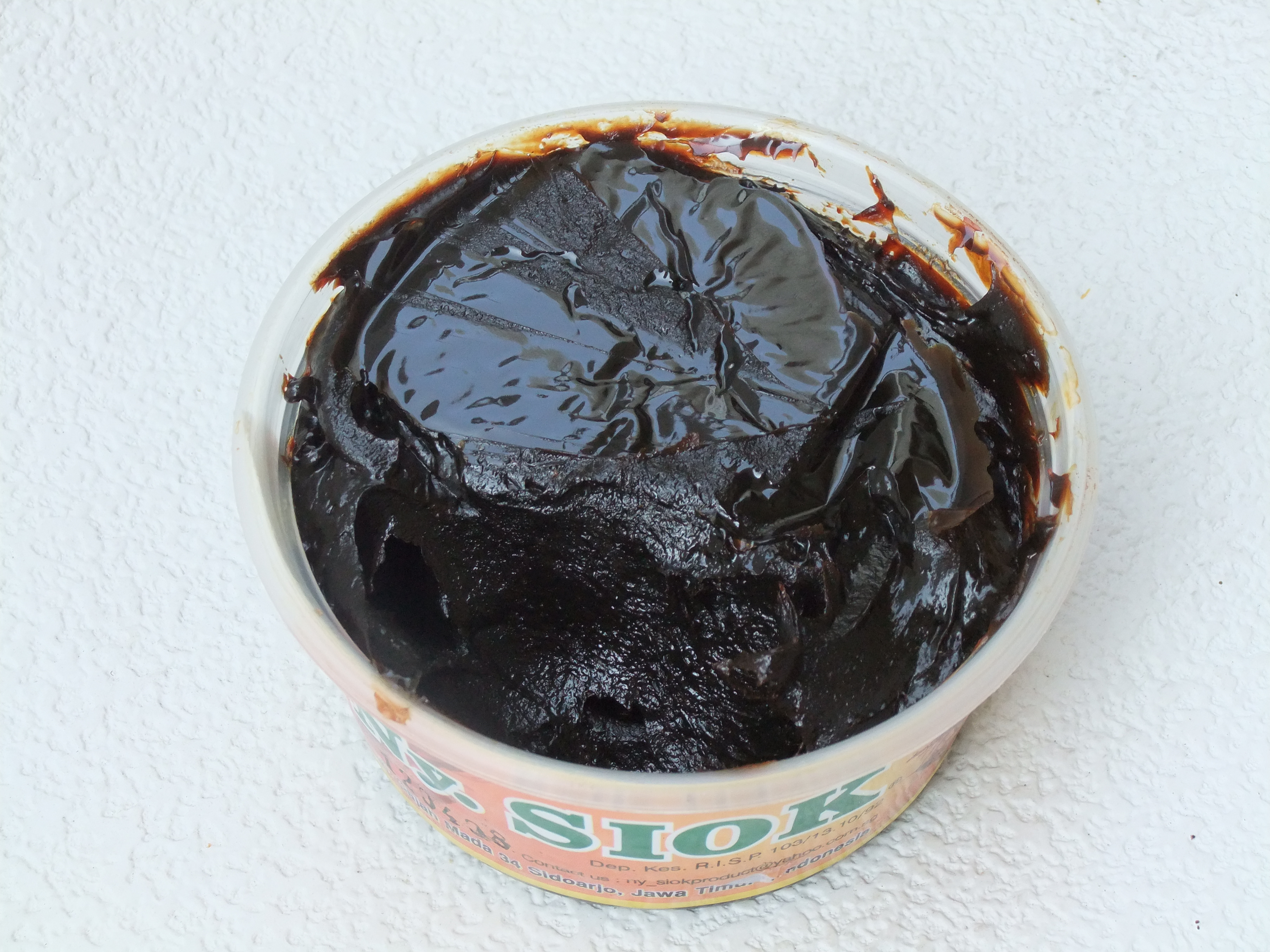
Mắm tôm petis udang sản xuất tại Sidoarjo, Tây Java, Indonesia có vẻ ngoài màu nâu đen như kẹo đắng của Việt Nam dùng để kho cá

### Kapi

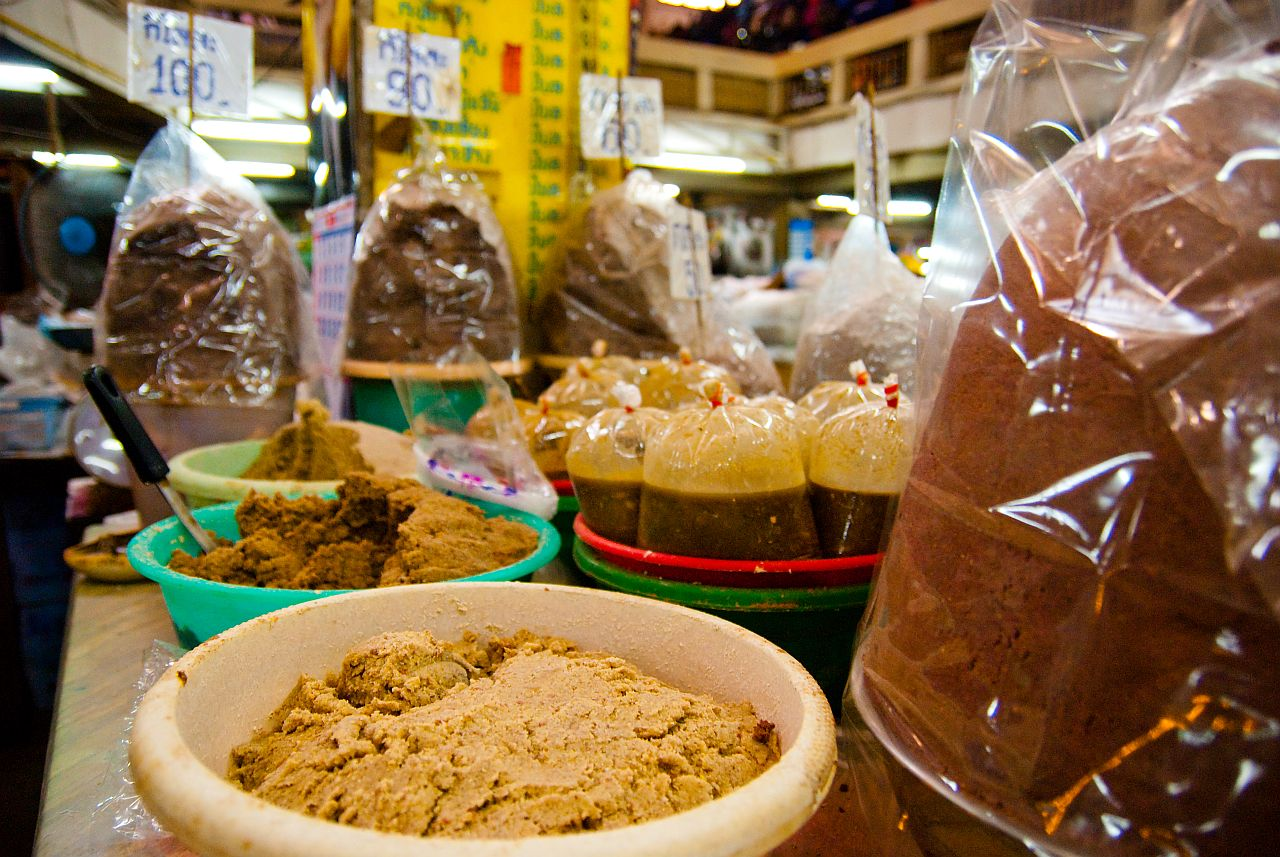
Mắm tôm (kapi) bán tại chợ Warorot, Chiang Mai, Thái Lan

## Mắm tôm trong ẩm thực Việt Nam

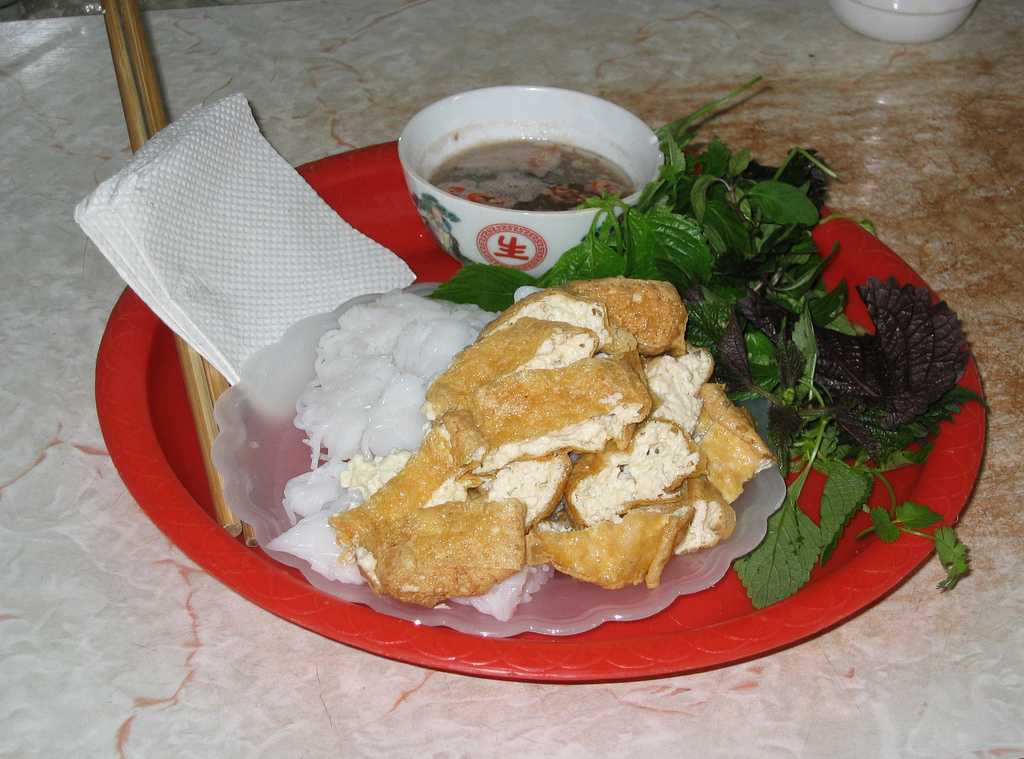
Mắm tôm dùng trong món bún đậu mắm tôm

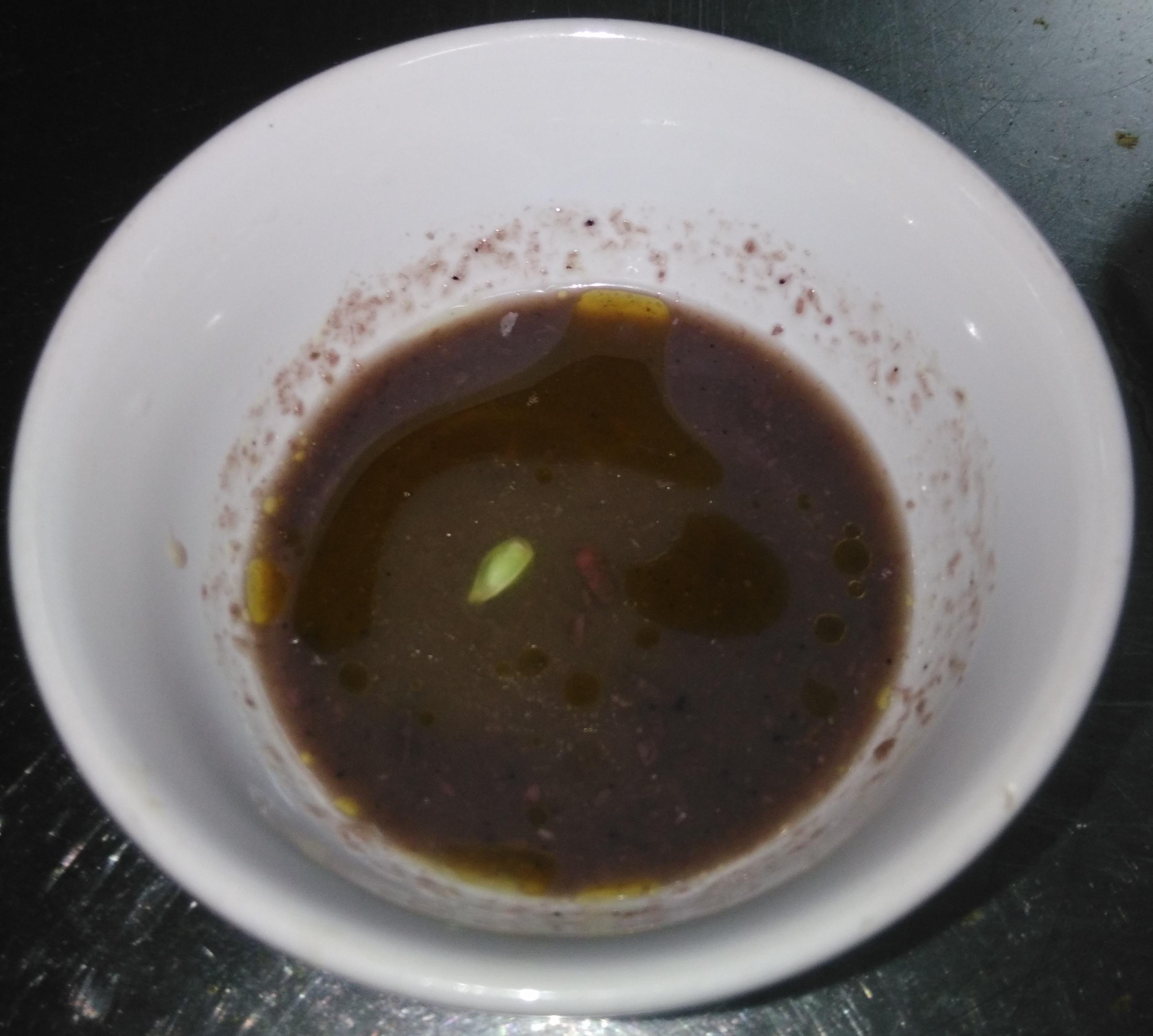
Một chén mắm tôm có vắt chanh

## Hình ảnh

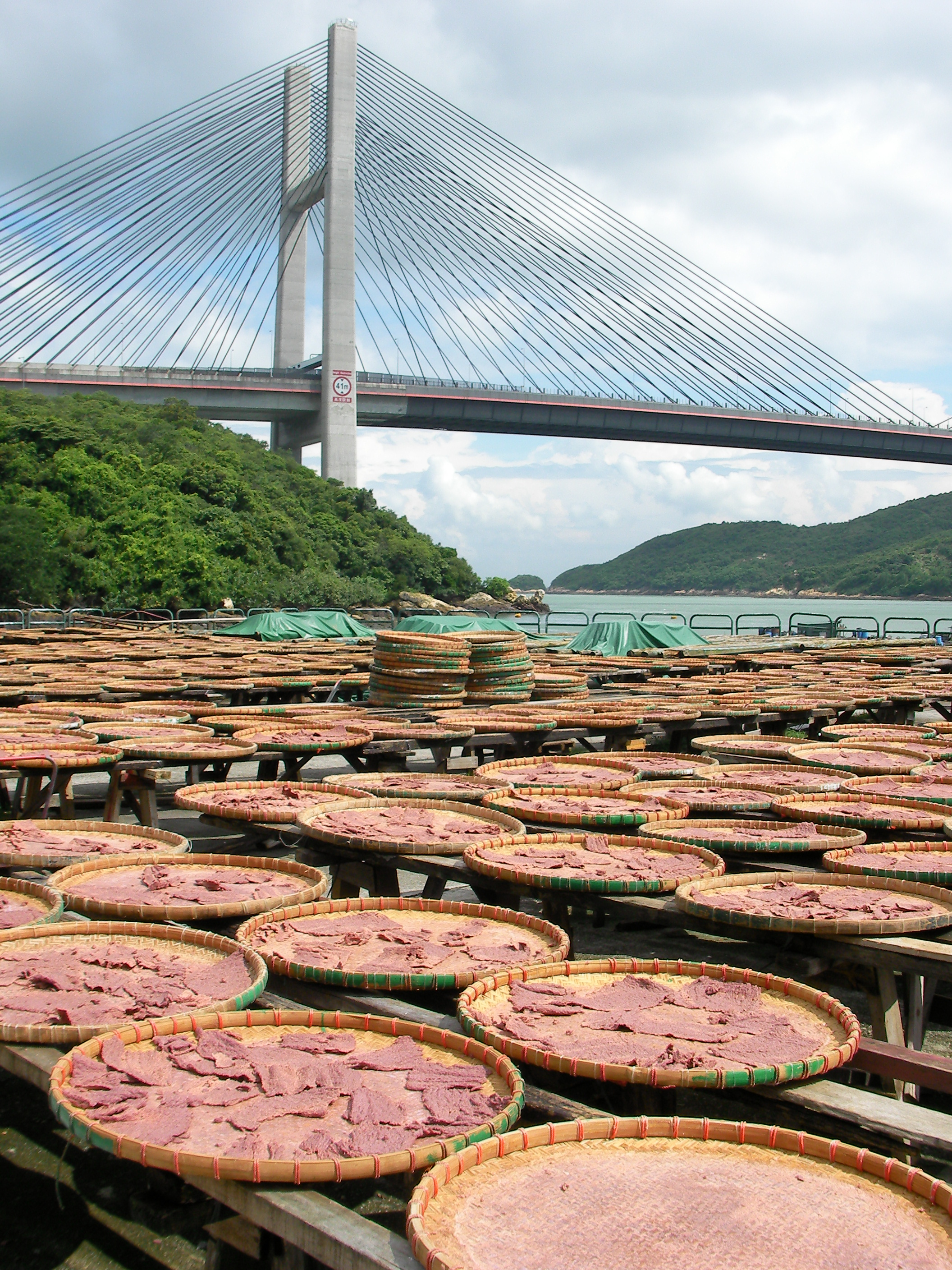
Phơi mắm tôm ở Hồng Kông
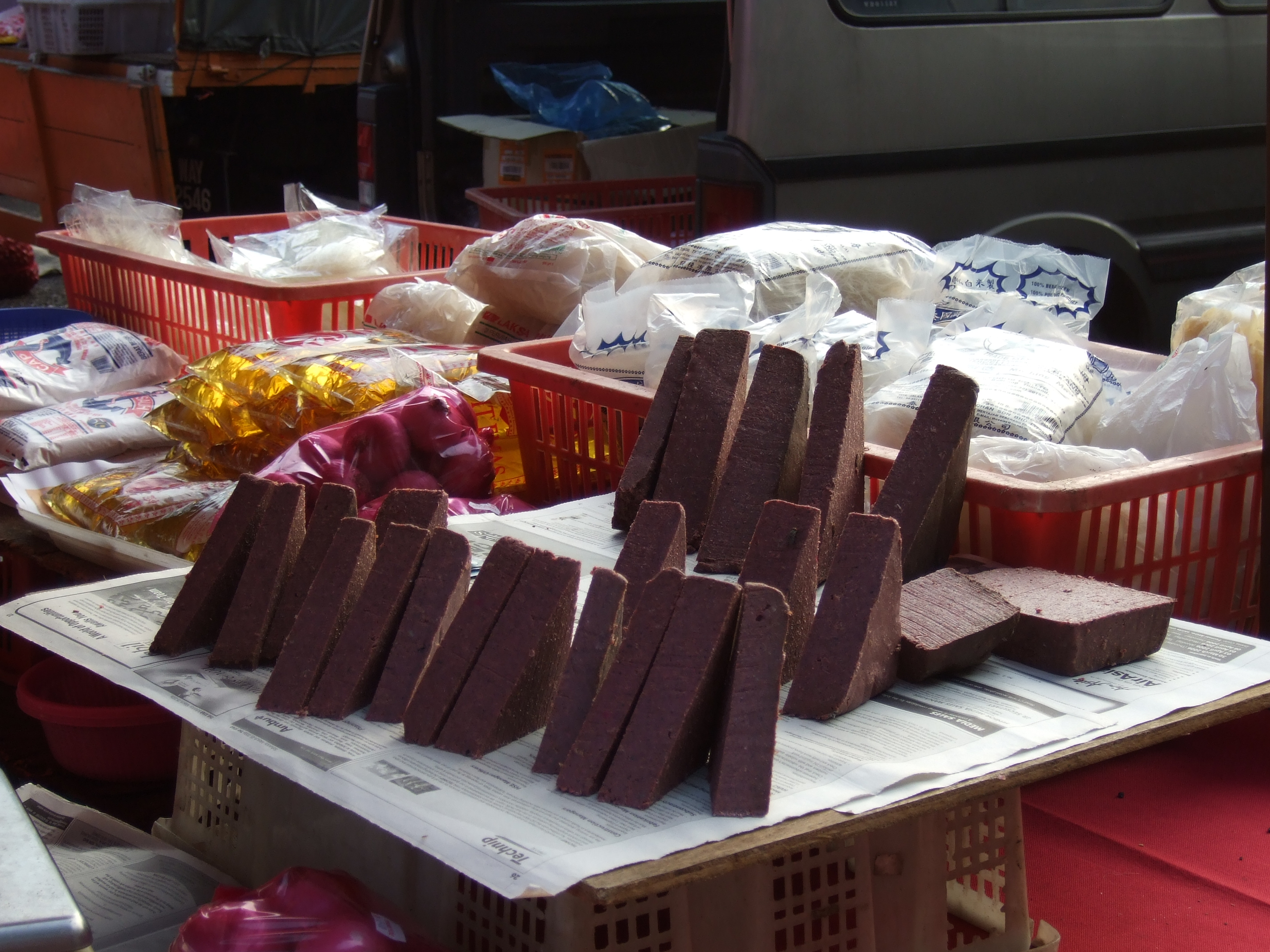
Belacan trong chợ ở Malaysia
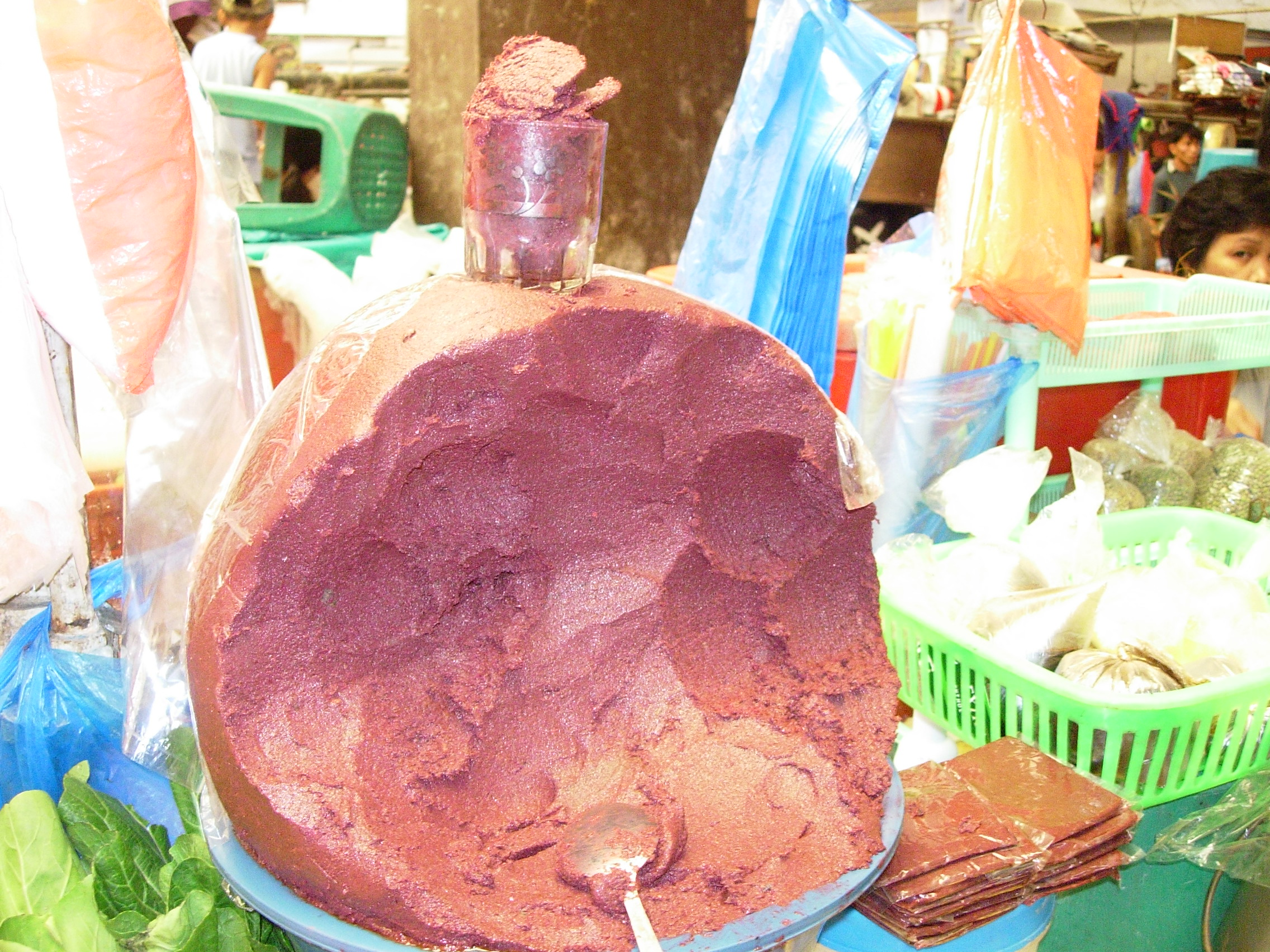
Mắm tôm ở Dumaguete, Philippines